# Hastelloy

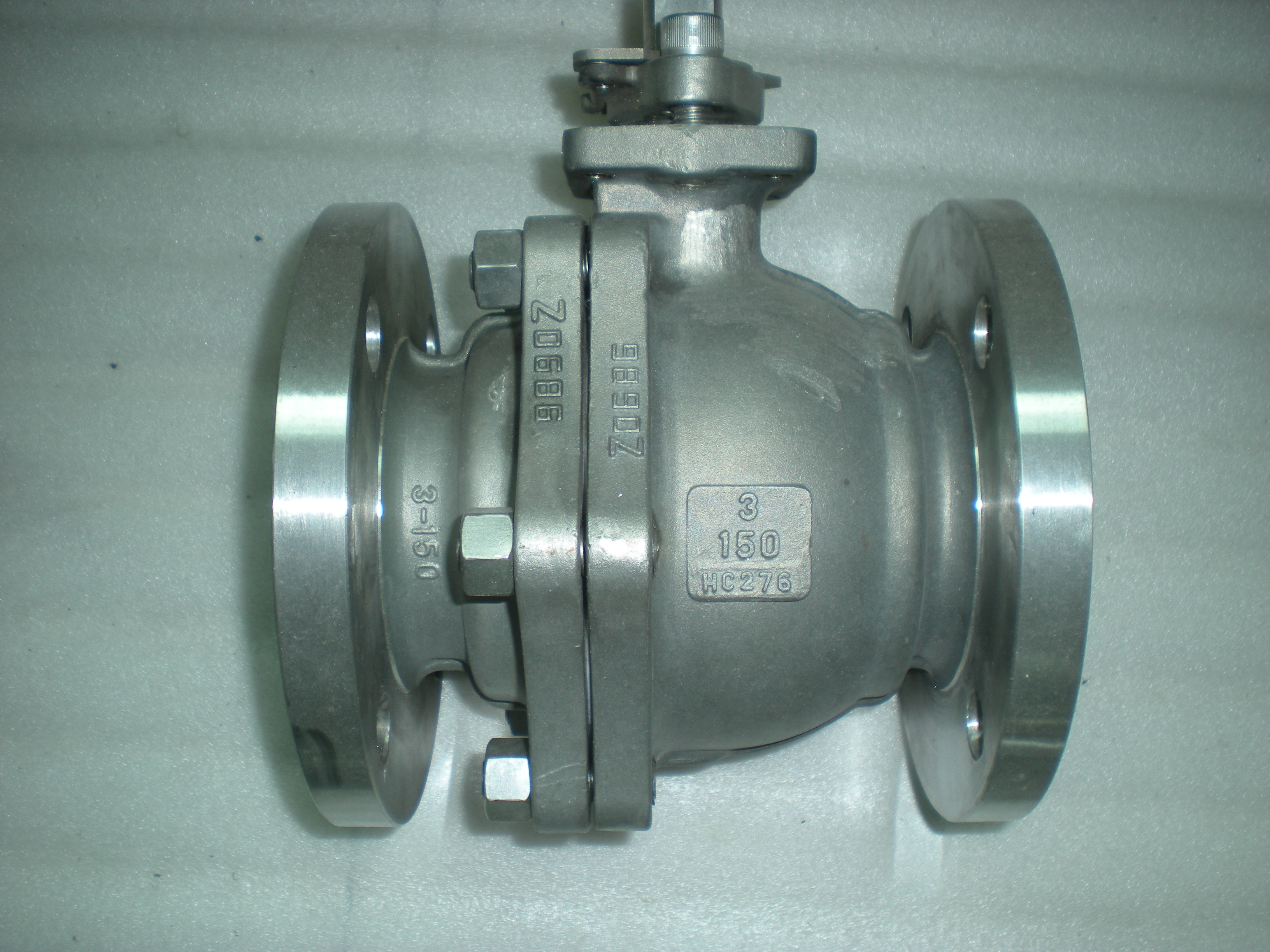
Hastelloy C276

Hastelloy es una aleación de cobalto, cromo, níquel y molibdeno.
Hastelloy es un metal 'estelite' nombrado por Haynes International. A veces llamado "hastalloy" que proviene de la mala traducción del inglés "alloy" que significa aleación. 
Hastelloy es una aleación costosa, pero muy resistente a altas temperaturas (alrededor de 1100 °C), y contra la corrosión. Es, por tanto, de aplicación en turbinas de gas, en particular los motores de los aviones , y también en la química de los reactores. Hastelloy es una aleación muy dura y por lo tanto de difícil fabricación. La operación se realiza a menudo con un láser. Hastelloy es de difícil manufactura, generalmente se emplea la fundición. Hastelloy posee una sola aleación: hay subtipos en el cual las letras y las cifras están indicadas. Un ejemplo es la aleación Hastelloy c22 que contiene 2,5% de cobalto, 56 % de níquel y un 22 % de cromo. 
- Datos: Q901621